# Гадисов, Махач Маматханович
Махач Маматханович Гадисов (р.28 февраля 1983, Махачкала, Дагестанская АССР, РСФСР, СССР) —  российский спортсмен, специализируется по ушу и армейскому рукопашному бою, чемпион России, призёр чемпионата мира, обладатель Кубка мира по ушу.

## Биография
Ушу-саньда начал заниматься в 1996 году. Тренировался у Багаутдина Чаптиева в махачкалинском спортивном клубе «Возрождение». В 2005 году стал чемпионом России и призёром чемпионата мира в Ханое. В 2007 году стал обладателем Кубка мира. В 2009 году принимал участие на чемпионате Дагестана по рукопашному бою.

## Спортивные достижения
- Чемпионат России по ушу 2005 — ;
- Чемпионат мира по ушу 2005 — ;
- Кубок мира по ушу 2007 — ;

## Личная жизнь
В 2000 году окончил школу № 1 в Махачкале. Младший брат — Абдусалам, чемпион мира по вольной борьбе. По национальности — аварец.